# Вольфсгартен (замок)
Вольфсгартен (нем. Schloss Wolfsgarten) — дворцово-замковый комплекс, бывший охотничий замок около города Ланген, примерно в 15 км к югу от Франкфурта-на-Майне в земле Гессен, Германия.

## История

### XVIII век

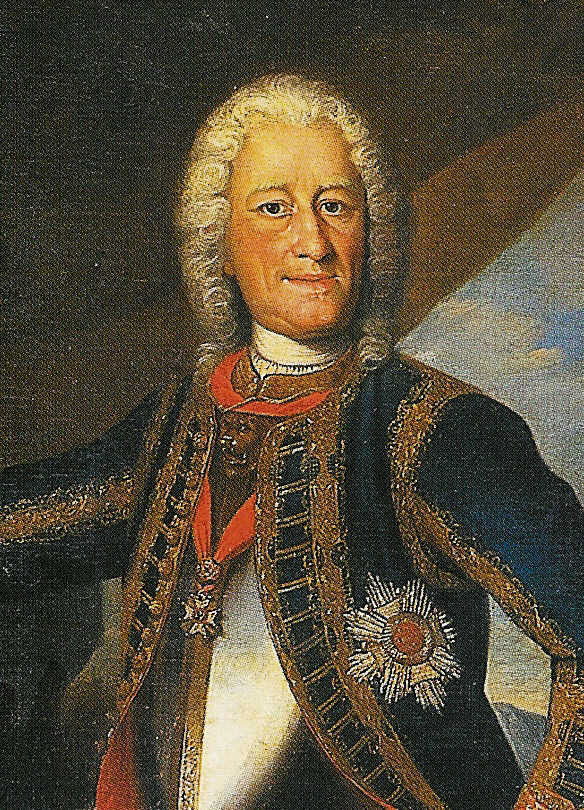
Ландграф Эрнст Людвиг Гессен-Дармштадтский

Первое здание было построено в качестве охотничьего домика для ландграфа Эрнста Людвига Гессен-Дармштадтского. Работы проводились с 1722 по 1724 год по проекту французского архитектора Луи-Реми де ля Фоссе. Он создал типичный для эпохи охотничий замок. Комплекс состоял из нескольких зданий, которые образовывали прямоугольный двор. Основным сооружением был просторный особняк, примыкающие к нему конюшни, хозяйственные постройки и другие сооружения. В числе прочего здесь была создана большая псарня, так как ланд-граф в 1709 году увлёкся псовой охотой.
В 1768 году потомки Эрнста Людвига отказались от практики псовой охоты. С той поры замок Вольфсгартен перестал пользоваться популярностью и стал приходить в упадок.

### XIX век
В 1834 году Великий герцог Гессенский Людвиг III решил отремонтировать обветшавший комплекс. По его распоряжению были восстановлены разрушающиеся здания, а внутри проведена тщательная реставрация. Вольфсгартен с той поры стал использоваться как загородная резиденция.

### XX век

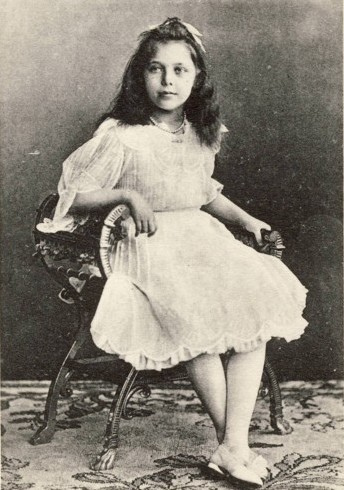
Принцесса Елизавета

В начале XX века в замке была проведена масштабная реконструкция, а окружающие земля и леса преобразованы в регулярный парк. В 1902 завершилась перестройка главной резиденции. Кроме того, по проекту архитектора графа Йозефа Марии Ольбриха для принцессы Елизаветы, дочери правящего великого герцога Эрнста Людвига, построили отдельный домик. Эта маленькая детская резиденция получила черты входящего в моду стиля модерн. Само здание стали называть «Дом для игр». Здесь всё было как в настоящем особняке, только маленького размера с учётом возраста принцессы: ей было семь лет. Сегодня этот домик единственное произведение Йозефа Марии Ольбриха, которое сохранило изначальный облик.
В ноябре 1903 года здесь побывал царь Николай II. Он посетил разведённого и ещё не вступившего в повторный брак великого герцога Эрнста Людвига. Дело в том, что сестра герцога, Александра, с ноября 1894 года была женой российского императора. Таким образом Николай II и Эрнст Людвиг стали родственниками, а Александра Фёдоровна — последней императрицей России.
До этого 5 ноября Николай II в Висбадене встречался с кайзером Вильгельмом II (своим двоюродным братом). Правитель Германии стремился склонить русского царя к военному союзу и постарался обеспечить гостям максимально радушный приём. Об этом же он заботился и после того, как Николай II отправился в Вольфсгартен.
В том же месяце в семье великого герцога Гессенского случилась драма. 16 ноября Эрнст Людвиг вместе с дочерью прибыл с ответным визитом к Николаю II и Александре Фёдоровне в охотничий замок около польского города Скерневице (тогда находился на территории Российской империи). Неожиданно для всех восьмилетняя принцесса Елизавета, которая накануне заболела, скончалась.
В ходе Ноябрьской революции в Германии великий герцог Гессенский 9 ноября 1918 года был лишён прежней власти (которая во многом с середины XIX века оставалась номинально). Но ему сохранили многие объекты прежней собственности. В числе прочего герцог остался владельцем замка Вольфсгартен (как и нескольких других резиденций). В итоге именно здесь Эрнст Людвиг скончался в 1937 году.
В комплексе постоянно проживал сын Эрнста Людвига — принц Гессенский Людвиг. Он считался главой Дома Гессен-Дармштадт до своей смерти в 1968 году. Его вдова, Маргарита Гессенская, проживала в Вольфсгартене до кончины в 1997 году. Затем здесь постоянно жил её приемный сын и наследник ландграф Мориц Гессенский. Он умер в мае 2013 года.

### XXI век
В сентябре 2013 года фасады боковых пристроек охотничьего замка были отреставрированы до того вида, который они имели в 1844 году (примером служила картина Эрнста Августа Шниттспана). Одновременно был проведён ремонт внешних стен главной резиденции и во всём комплексе заменена кровля (её общая площадь — 3000 м²) с одновременной заменой стропил и несущих конструкций.

## Современное использование
В настоящее время замок Вольфсгартен и окружающий его парк принадлежат Фонду Гессенского Дома и закрыты для свободного посещения. Доступ в парк открыт только несколько дней в году. Во-первых, два дня в мае, в период цветения рододендронов, в во-вторых, три дня в сентябре во время «Фестиваля княжеских садов» (с пятницы по воскресенье в третьи выходные месяца). 1 мая в парке также проводятся экуменические богослужения.

## Галерея

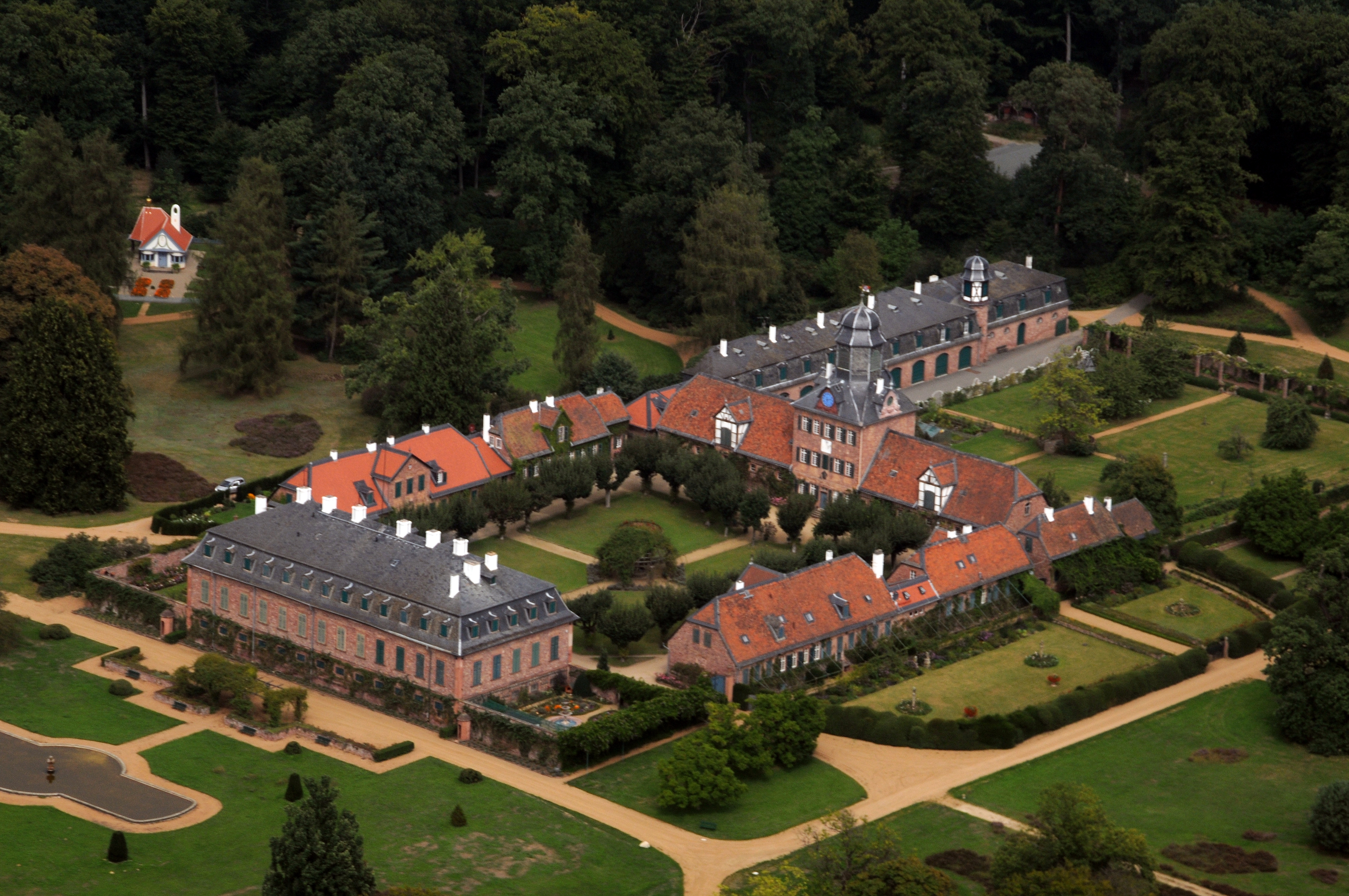
Вид комплекса с высоты птичьего полёта
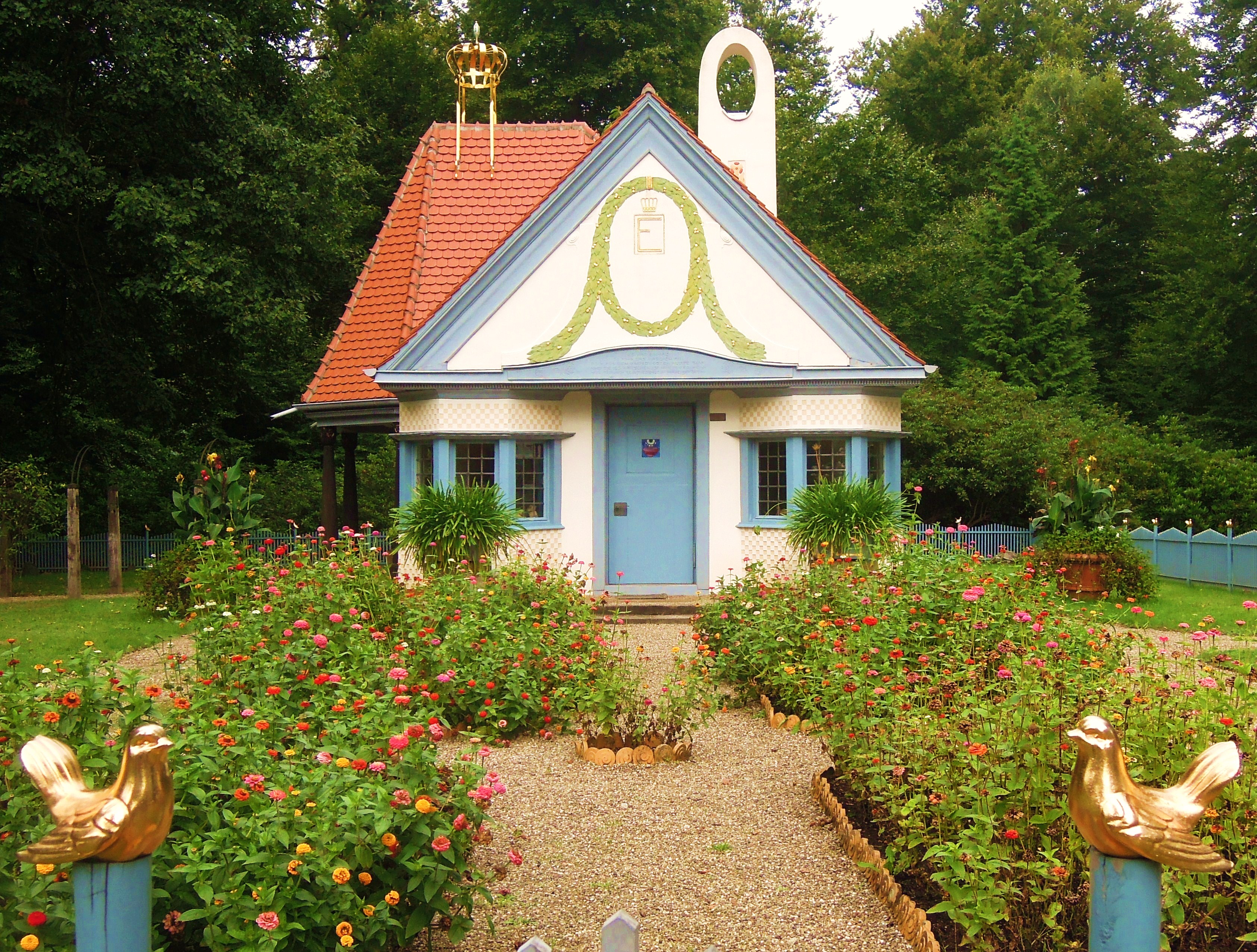
Детский домик принцессы Елизаветы
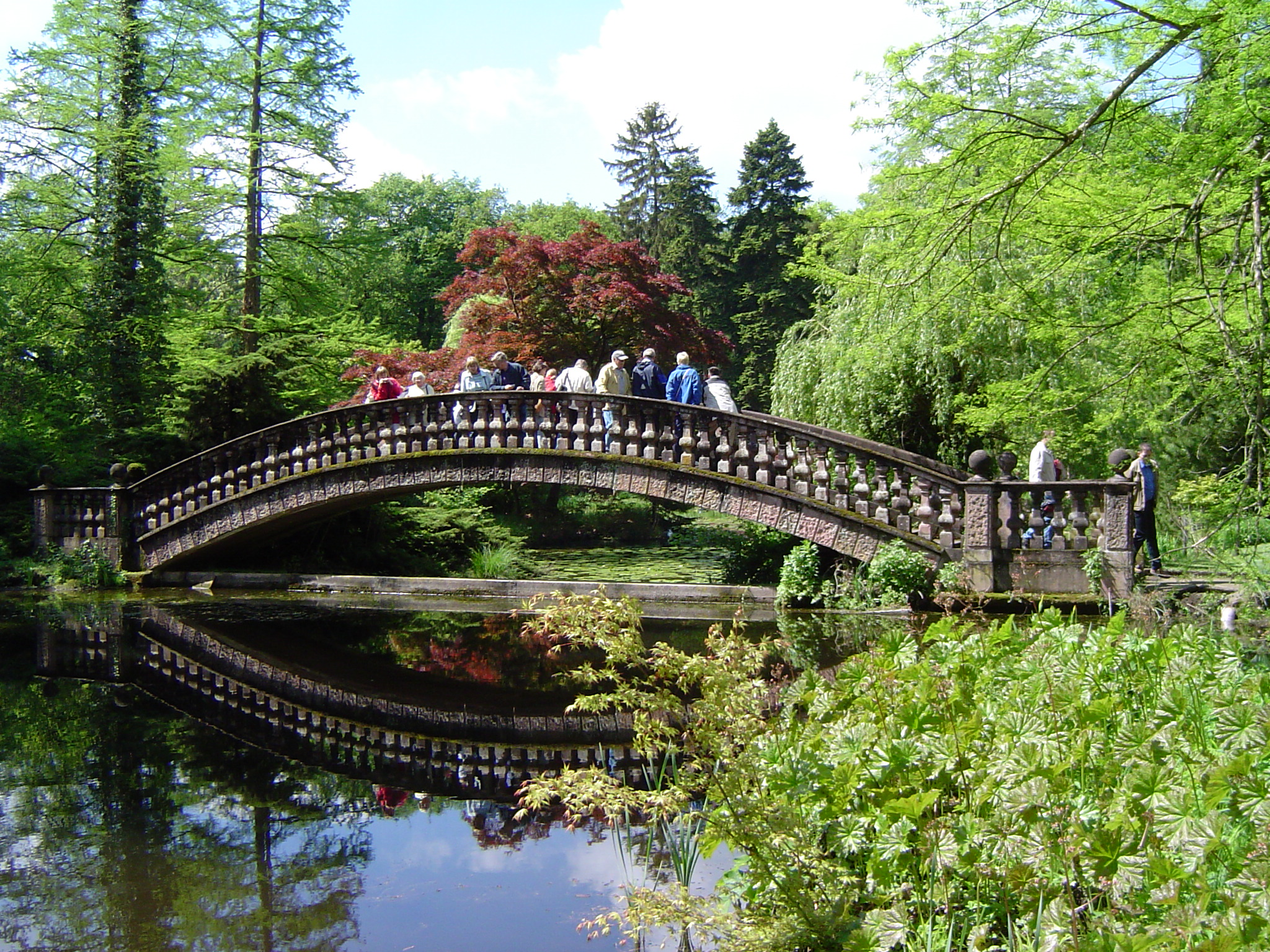
Мостик в дворцовом парке
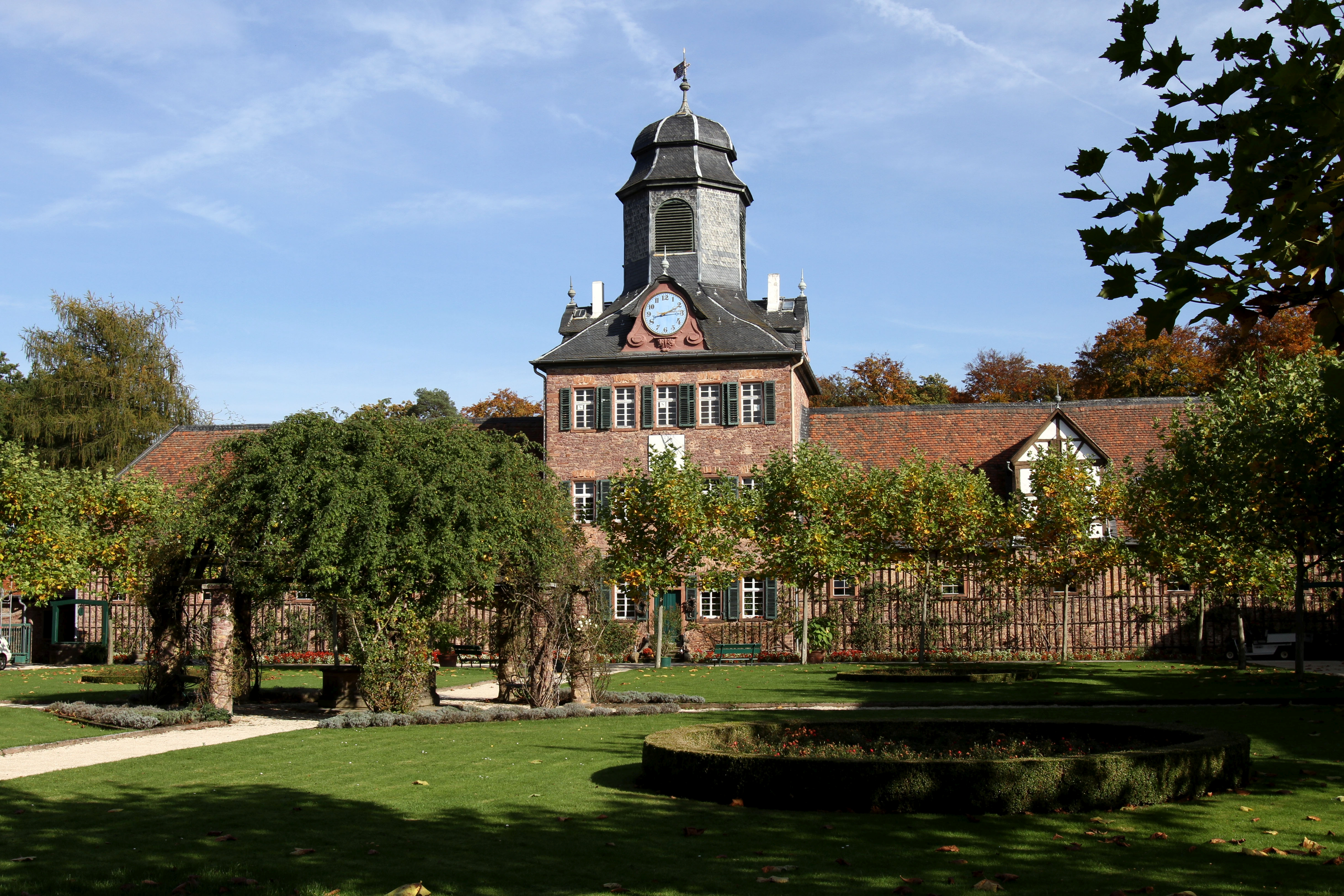
Часовая башня в замке Вольфсгартен